# Tofsmalimbe
Tofsmalimbe (Malimbus malimbicus) är en fågel i familjen vävare inom ordningen tättingar.

## Utseende och läte
Tofsmalimben är en glansigt svart vävare med tydligt rött huvuds förutom en liten svart ögonmask. Som namnet avslöjar har den en liten tofs, men den kan vara svår att se från vissa vinklar. Unikt är också rött enbart på strupen och svart undergump. Liksom hos andra malimber består både sång och läten av mekaniska raspiga ljud och torrt tjatter. 

## Utbredning och systematik
Tofsmalimbe delas in i tre underarter med följande utbredning:
- Malimbus malimbicus nigrifrons – Sierra Leone till södra Nigeria
- Malimbus malimbicus malimbicus – södra Kamerun, nedre Kongo-Brazzaville och norra Angola
- Malimbus malimbicus crassirostris – Kongo-Kinshasa och Uganda

Vissa inkluderar crassirostris i nominatformen.

## Levnadssätt
Tofsmalimben hittas i skog och skogsbryn, ibland även i odlingsbygd. Där ses den födosöka på större grenar, i smågrupper eller i större artblandade flockar, ibland med andra malimber.

## Status och hot
Arten har ett stort utbredningsområde, men tros minska i antal, dock inte tillräckligt kraftigt för att den ska betraktas som hotad. Internationella naturvårdsunionen IUCN listar arten som livskraftig (LC).  Världspopulationen har inte uppskattats men den beskrivs som ovanlig till vanlig.